# Голиеску, Родриг
Родриг Голиеску (1877—1942) — румынский изобретатель, инженер и лейтенант польского происхождения. Он спроектировал и построил «Авиаплан», первый самолёт с трубчатым фюзеляжем.

## Биография
Отец Родрига Голиеску, Зигмунд Добьянски, был польским беженцем, который переехал в Румынию в 1863 году после польского восстания. В Румынии он женился на Гортензии Галло и сменил фамилию на Голиеску. 12 мая 1877 года в Дорохое у них родился сын Родриг.
После окончания средней школы имени А. Т. Лауриана (рум. Colegiul Național "A. T. Laurian", CNATL) в Ботошани Родриг Голиеску поступил в артиллерийско-инженерную школу в Бухаресте. В 1900 году он окончил училище в чине лейтенанта, одновременно получив румынское гражданство. Состоя на военной службе, он с 1906 года посвятил себя исследованиям в области воздухоплавания и, наблюдая полёт птиц, создавал различные проекты по авиамоделированию.
В 1909 году Голиеску разработал несколько оригинальных принципов полёта на аппаратах тяжелее воздуха и сконструировал «Авиаплан Голиеску». Оригинальная форма фюзеляжа была рассчитана на минимальное аэродинамическое сопротивление и выполняла роль турбовентилятора, увеличивающего обороты винта. Конструкция авиаплана была аналогична конструкции современных самолётов вертикального взлёта и посадки и вертолётов.
В том же году Голиеску построил модель самолёта длиной 1,2 метра с двигателем, приводимым в действие резиновым талрепом длиной с фюзеляж, с помощью которого угол взлёта составил 30 градусов. При содействии министра образования Румынии Спиру Харета, а также лётчика Аурела Влайки, Голиеску отправился во Францию, чтобы приобрести новый двигатель для своего самолёта. В Париже он представил во Французскую академию наук доклад «Законы динамики воздуха», которую и 15 мая 1909 года опубликовал французский журнал «La France automobile et aérienne» («Франция автомобилей и авиации»). Во Франции Голиеску запатентовал своё изобретение (патент № 402329), которое назвал авиапланом. В отличие от его предыдущей модели, нынешний аппарат имел над трубчатым фюзеляжем относительно небольшое крыло в форме перевернутой буквы V, передняя кромка которого имела ярко выраженный изгиб. Трёхколёсные шасси походило на шасси современных самолётов. После завершения сборки самолёт осмотрела и одобрила комиссия Аэроклуба Франции, однако аппарат не был испытан в полёте.

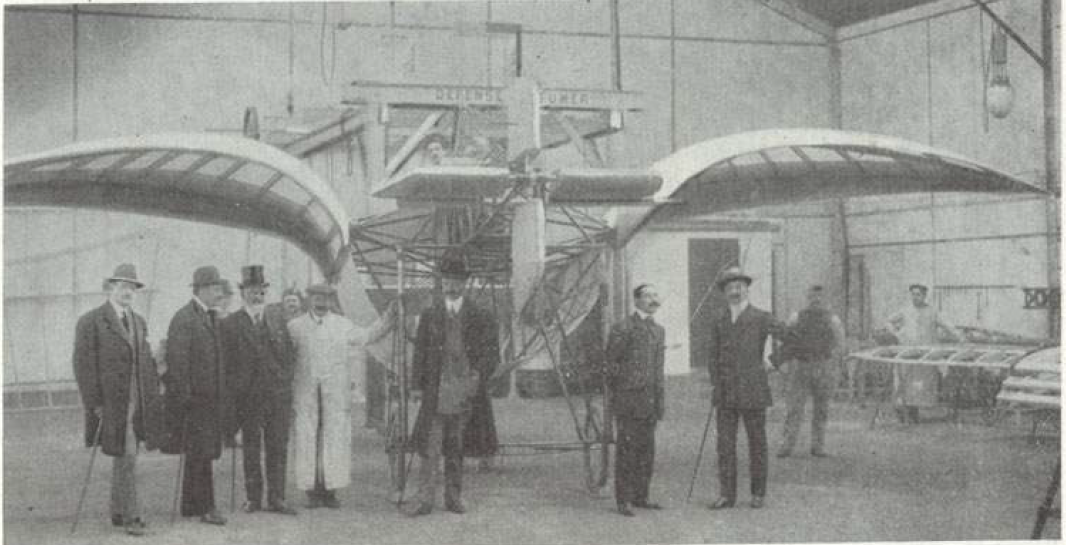
Голиеску и его Avioplan после инспекции в ангаре аэродрома Жювизи в 1909 году.

Также в 1909 году Голиеску выучился летать и построил обновлённую версию авиаплана, названную Avioplan No.II. У самолёта был полуцилиндрический фюзеляж, но воздух от пропеллера проходил через него, как и в первой модели. Изобретатель впервые совершил полёт на аэроплане в ноябре 1909 года с аэродрома Порт-Авиасьон (также известном как «аэродром Жювизи») в Вири-Шатийоне недалеко от Парижа и достиг высоты около 50 метров. Это был первый полёт самолёта с трубчатым пропеллером. Голиеску доставил машину в Бухарест с намерением продолжить экспериментальные полёты. Самолёт поставили на первом румынском аэродроме Читила (Cerchez & Co.), где впоследствии сильный шторм разрушил самолёт вместе с ангаром.
Авиаконструкторы не возвращались к идее трубчатого воздушного винта до 1932 года, когда итальянский инженер Луиджи Стипа построил самолёт Stipa-Caproni с «интубированным пропеллером». Конструкция с трубчатым воздушным винтом, наконец, доказала свою состоятельность после Второй мировой войны, когда авиаконструкторы успешно внедрили её в вертолёты, такие как Eurocopter AS365 Dauphin и RAH-66 Comanche, а также в экспериментальный самолёт X-35, который стал основой для истребителя F-35 Lightning II.
После потери самолёта из-за острой финансовой нужды Голиеску в июне 1912 года согласился шпионить на Россию. В июне 1912 года он был завербован Петром Алтиновичем, переводчиком в российском посольстве. Голиеску удалось выкрасть секретные военные документы (мобилизационные планы армии страны) и передать их русским. Его выявила секретная румынская служба Сигуранца и арестовала в феврале 1913 года. Голиеску осудили и приговорили к тюремному заключению на 12 лет в тюрьме Вацарешть.
После почти 20-летнего забытия Родриг Голиеску был реабилитирован в 1934 году. Он запатентовал новый тип самолёта с трубчатым фюзеляжем, который он назвал Aviocoleopter. У этого аппарата были установлены боковые воздушные винты, дефлекторы и различные устройства, целью которых было максимально точно воспроизвести полёт жесткокрылых. Изобретатель испытывал новый аппарат каждое лето до 1936 года.